# Thiais - Orly (métro de Paris)
Thiais – Orly est une station de la ligne 14 du métro de Paris, située sur la commune de Thiais dans le Val-de-Marne, mise en service le 24 juin 2024 dans le cadre du prolongement sud de la ligne, réalisé par la Société du Grand Paris.

## Situation
La station est implantée selon un axe nord–sud, au sud des voies du RER C et au nord de l’avenue du Docteur-Marie,.  
Elle occupe l’emplacement d’un ancien parking d’Air France.

## Conception et architecture
La maîtrise d’œuvre est confiée en 2015 au groupement conduit par les ingénieries SETEC TPI et SYSTRA, et à l’agence Valode & Pistre Architecte,.
Le hall voyageurs se distingue par ses voûtes croisées aux quatre orientations cardinales, formant une ogive laissant entrer la lumière naturelle,.  
La station couvre 11 400 m² et peut accueillir environ 30 000 voyageurs par jour.
Les quais, situés à 26 m de profondeur, disposent de façades de quai intégrales, conformément aux standards du prolongement sud de la ligne 14.

## Œuvre artistique
En collaboration avec Denis Valode, l’artiste Lyes Hammadouche réalise L’écart temps, une installation de « horloges satellites » en acier et fibre de carbone, représentant la mesure du temps dans l’espace de la gare,.

## Construction
En mars 2018, la construction est confiée au groupement mené par Razel-Bec (Groupe Fayat), avec Eiffage Génie Civil, Sefi-Intrafor, Eiffage Fondations et I.CO.P.  
La station a servi de point d’entrée au tunnelier Claire vers le puits Jean-Prouvé et de point de sortie au tunnelier Koumba venant du puits Morangis.

## Histoire
La station est initialement nommée Pont de Rungis, en cohérence avec la gare RER et les arrêts de bus voisins. En septembre 2022, à la suite de débats locaux, elle est renommée Thiais – Orly, avec la mention Pont de Rungis en sous-titre.
Elle est inaugurée le 24 juin 2024 lors de la mise en service du prolongement de la ligne 14 jusqu’à l’aéroport d’Orly, quelques semaines avant les Jeux olympiques.

## Service aux voyageurs

### Accès
Trois accès desservent la station :
- accès 1 : façade sud du bâtiment voyageurs ;
- accès 2 : façade est, vers le parvis bus et modes doux ;
- accès 3 : façade nord, vers la gare du Pont de Rungis - Aéroport d'Orly.

Accès à la station
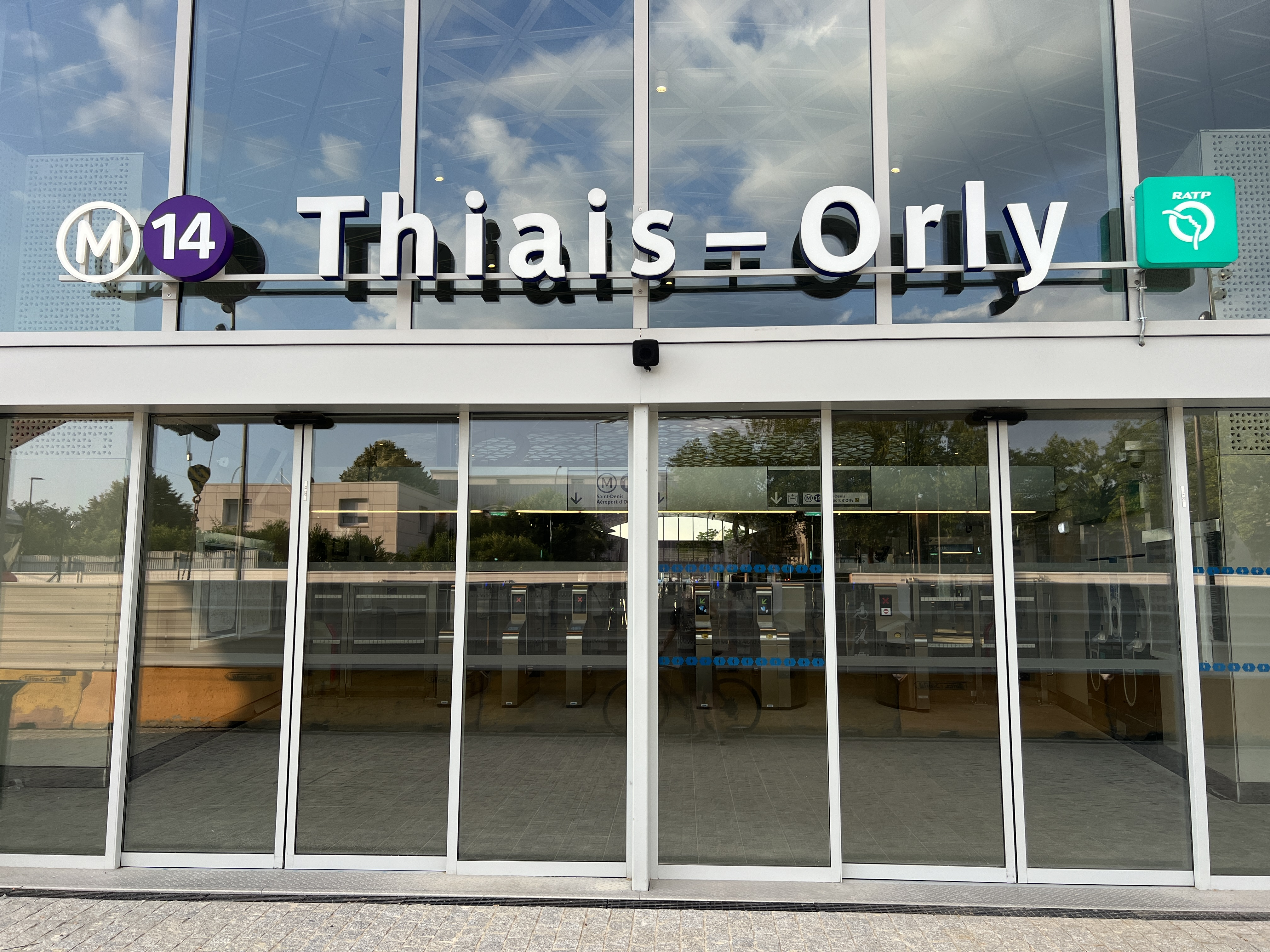
L'accès no 2.
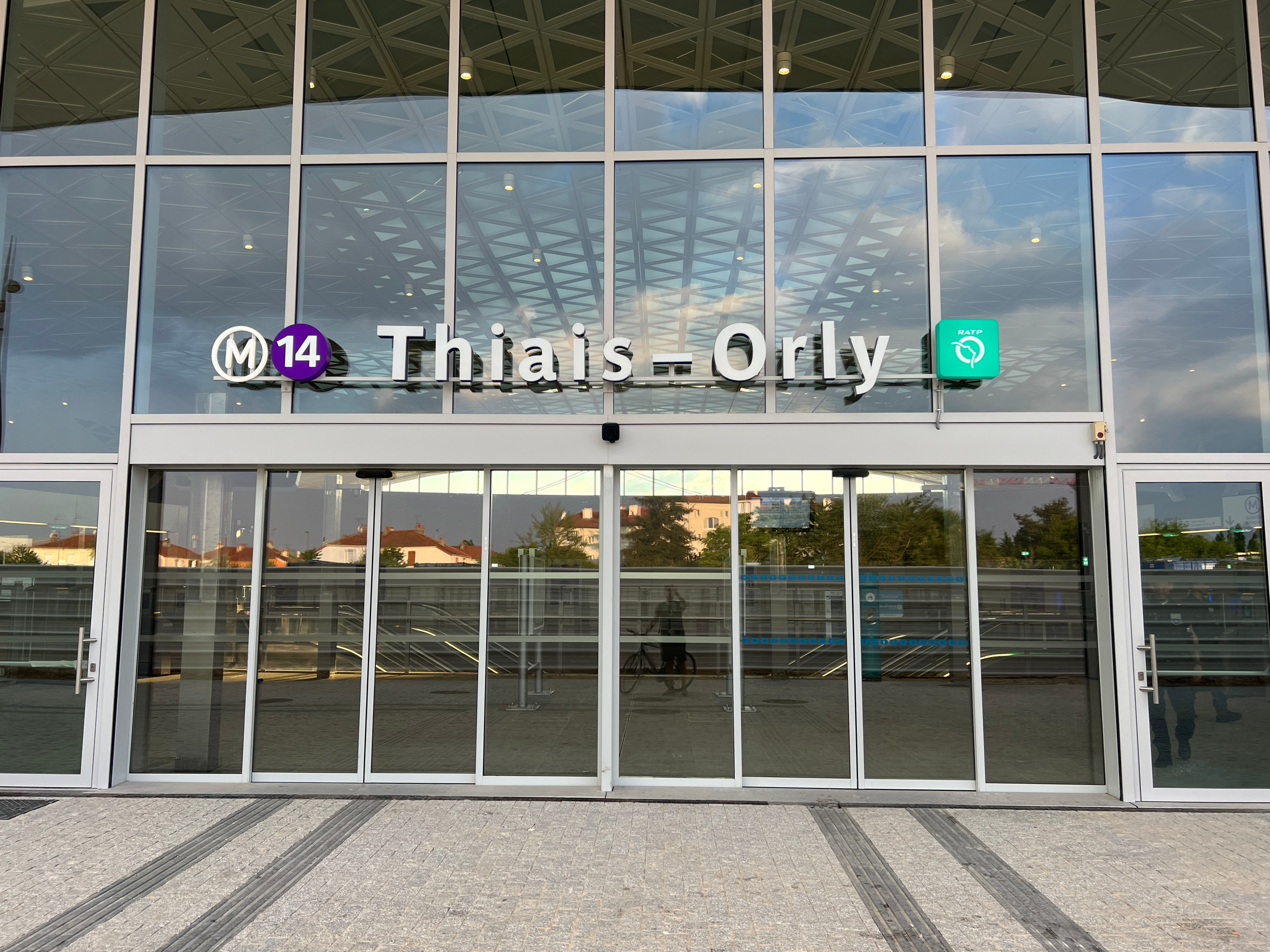
L'accès no 1.
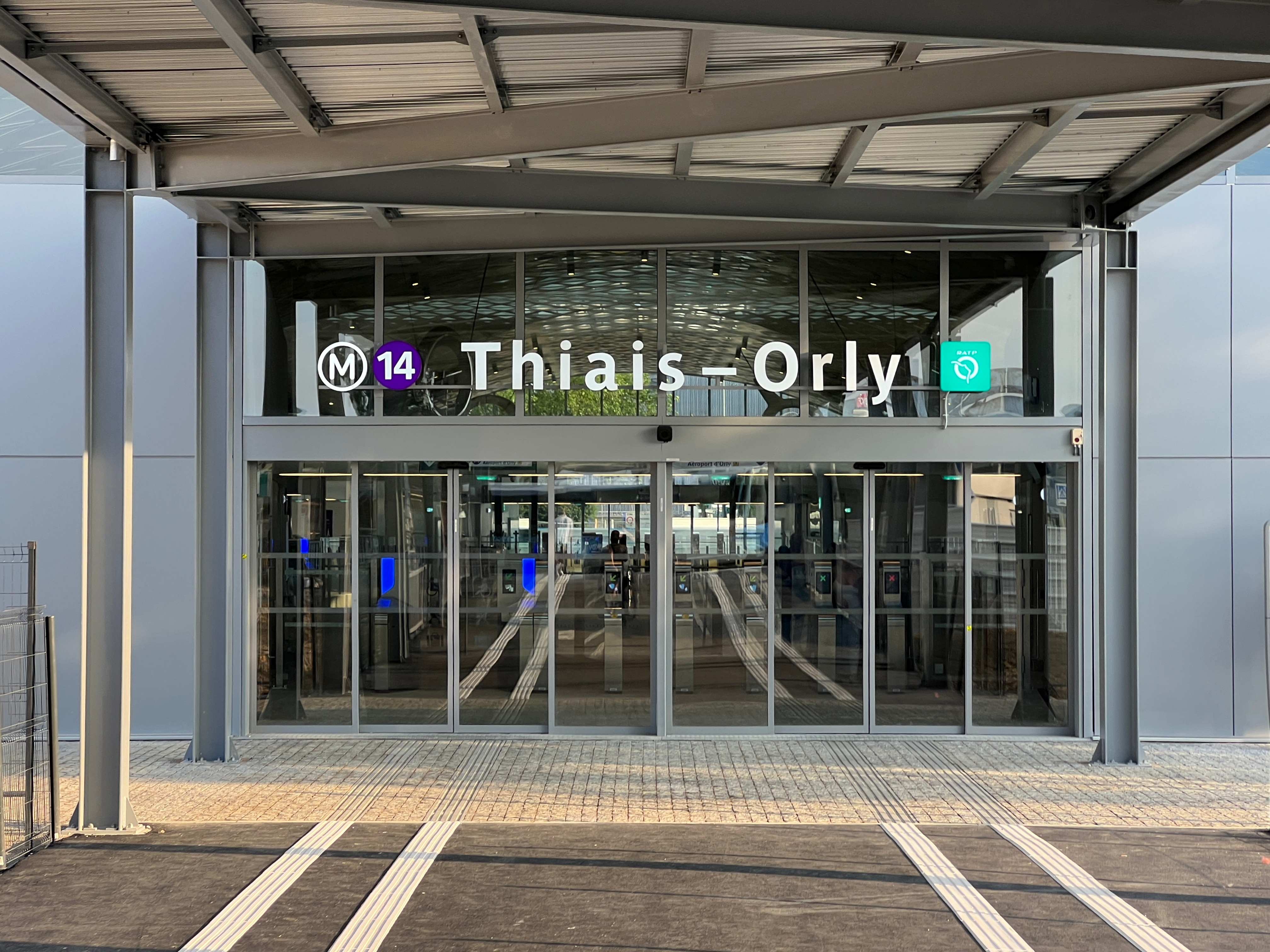
L'accès no 3.

### Quais
La station dispose de deux quais de 120 m encadrant les voies, avec façades de quai intégrales.

### Intermodalités
La station est en correspondance avec :
- le RER C via la gare du Pont de Rungis - Aéroport d'Orly ;
- les lignes de bus RATP 183, 319, 382, 396 ;
- la ligne 482 du réseau de bus de Seine Grand Orly ;
- la nuit, les lignes de bus Noctilien N22 et N31.

Une zone dépose-minute, un parking PMR, une station de vélos et des emplacements taxis sont aménagés.  
À l’horizon 2030, la desserte sera complétée par une ligne de bus à haut niveau de service et, vers 2032, une gare TGV à proximité. Le prolongement du tramway T7 est également à l’étude.

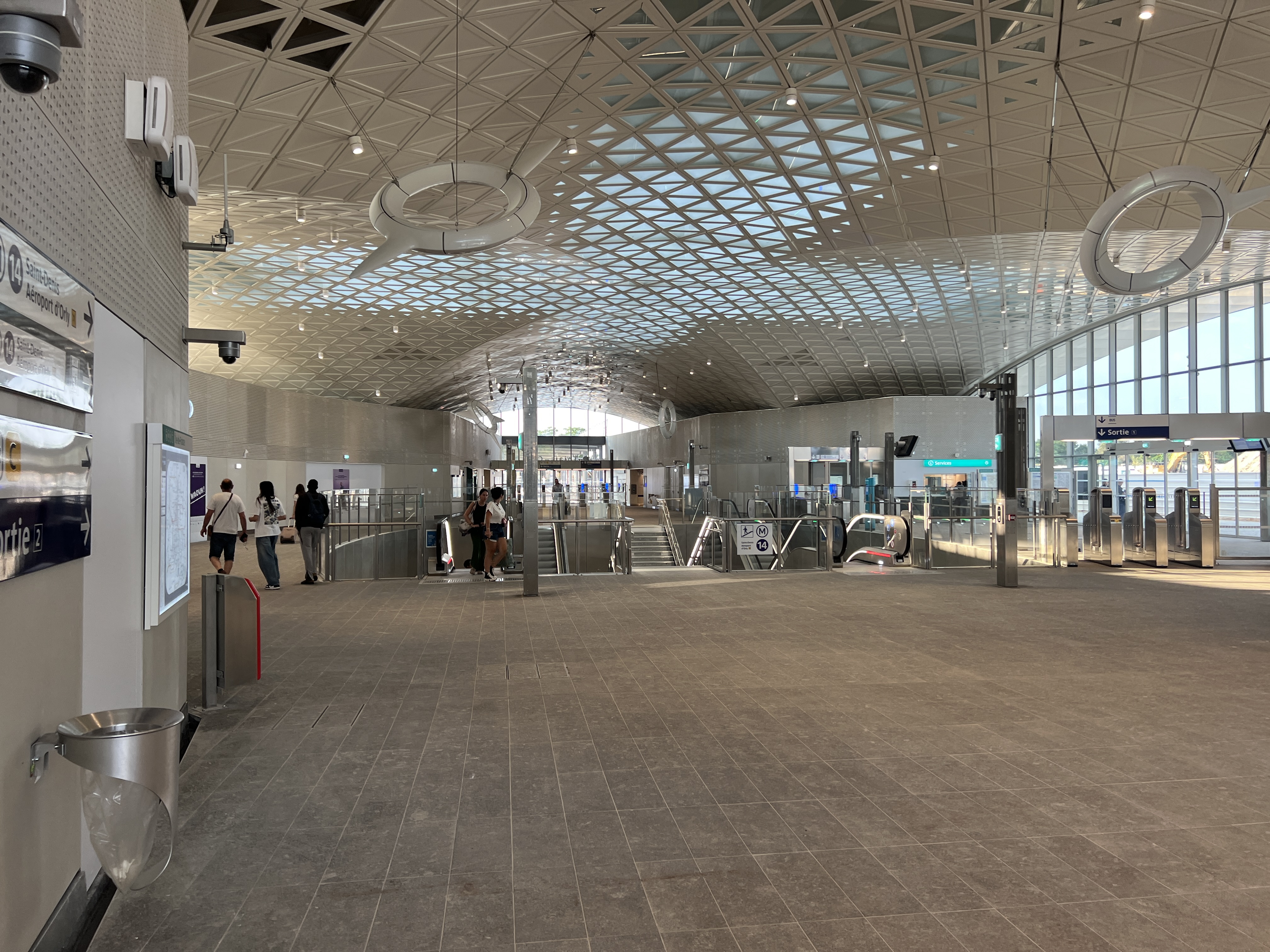
Hall d'échanges.
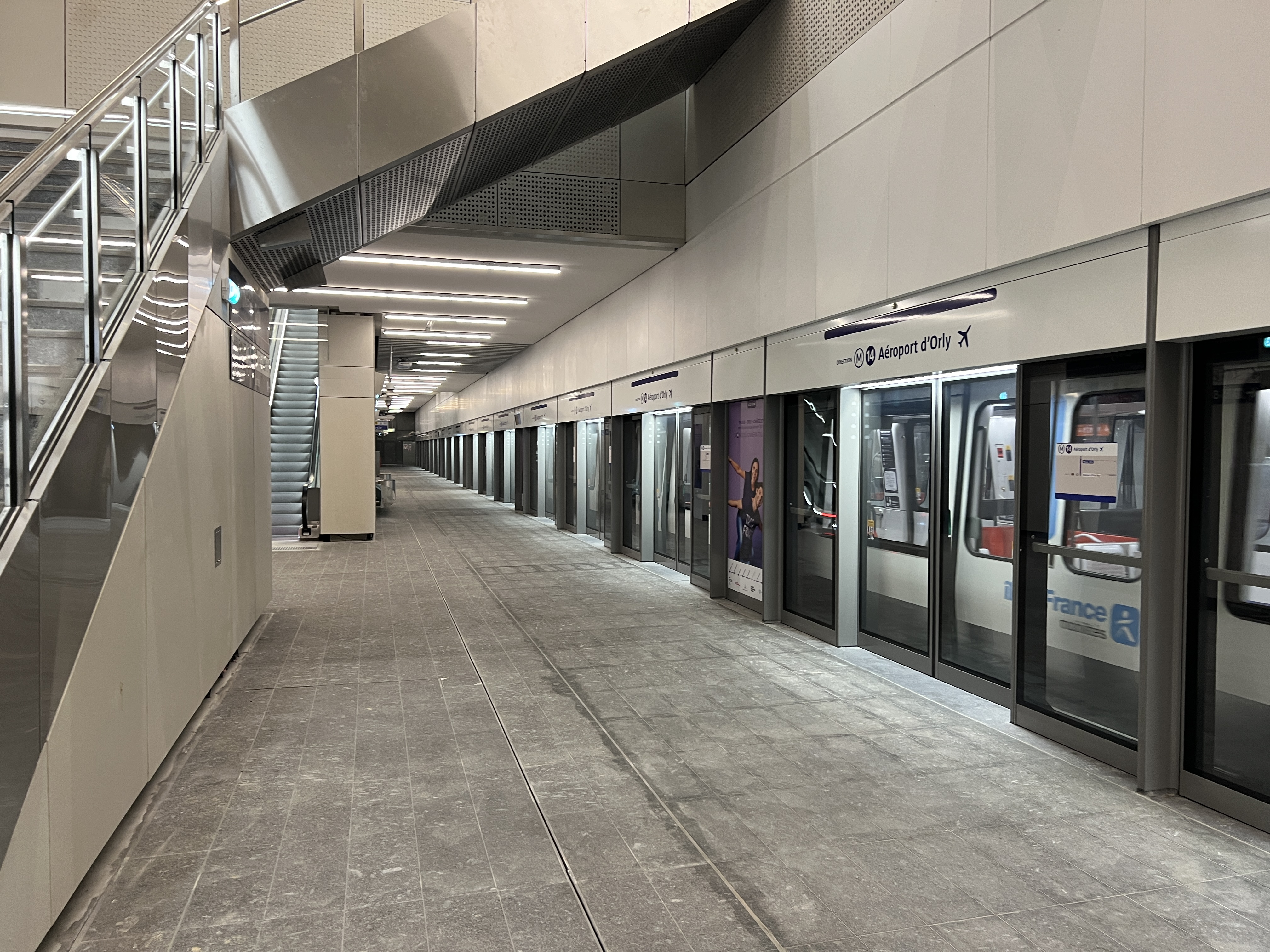
Quai direction Aéroport d'Orly.